# .bd
.bd es el dominio de nivel superior geográfico (ccTLD) para Bangladés.